# Лобков, Павел Альбертович
Па́вел Альбе́ртович Лобко́в (род. 21 сентября 1967, Сестрорецк, Ленинград) — российский журналист, телеведущий, биолог. Ведущий и обозреватель телеканала «Дождь» (2012—2019, 2020—2021); ведущий программы «Прогресс с Павлом Лобковым» на петербургском «Пятом канале» (2007—2008); ведущий, корреспондент и обозреватель телекомпании НТВ (1993—2006, 2008—2011).

## Биография
Родился 21 сентября 1967 года в Сестрорецке (Сестрорецкий район Ленинграда — ныне в составе Курортного района Санкт-Петербурга) в еврейской семье. Родители работали инженерами в военной промышленности. Его дед Георгий Георгиевич Лобков был контр-адмиралом, в ноябре 1941 года вступил в смертельный бой с нацистами и погиб. Его бабушка, Пелагея, родила его отца Альберта в 1937 году, затем оказалась с ребёнком в осаждённом Петергофе, прятала сына морского офицера от нацистов, пока их не эвакуировали в Вологду. В школе Павел увлекался радиотехникой и химией.
В 1983 году поступил и в 1988 году окончил биологический факультет Ленинградского государственного университета по специальности ботаника. Учился в аспирантуре Ботанического института им. В. Л. Комарова АН СССР. Стажировался в Нидерландах, но диссертацию так и не защитил.
С 1990 года работал корреспондентом информационной службы ТРК «Петербург», в том числе и в программах «Телекурьер» и «Пятое колесо».
С октября 1993 года — директор представительства НТВ в Санкт-Петербурге. Позднее переехал на работу в Москву. С 1995 по 2004 год (с перерывом) — корреспондент службы информации НТВ. Делал сюжеты для информационных программ «Сегодня», «Итоги», «Намедни» и «Страна и мир». С января 1995 года неоднократно был в командировках в Чечне, где освещал ход войны. В 1999 году некоторое время работал как корреспондент в США.
С 1995 по 1997 год вместе с Евгением Киселёвым и Леонидом Парфёновым вёл программу «Герой дня». Лауреат «ТЭФИ-1998» как лучший репортёр. С августа 2000 по сентябрь 2006 года — автор и ведущий программы «Растительная жизнь».
В апреле 2001 года, в свете событий вокруг смены руководства и собственника НТВ, ненадолго уходил с командой Евгения Киселёва на телеканал ТНТ. Однако уже через месяц, в мае того же года, Лобков решил вернуться на НТВ и продолжить работать на канале. Летом 2001 года вернулся к работе корреспондентом для информационных программ, от которой отошёл после запуска «Растительной жизни». Совмещал обе работы на протяжении нескольких лет.
В 2003 году большой общественный резонанс вызвал сатирический сюжет Лобкова о своём начальнике, новом гендиректоре НТВ, докторе медицинских наук Николае Сенкевиче, прошедший в эфире программы Леонида Парфёнова «Намедни» от 26 января того же года. В сюжете Лобков привёл доказательства, цитируя статью Сенкевича «Советы Вольтеру», что по своей медицинской специальности новый шеф НТВ не столько терапевт, а скорее, проктолог.
После закрытия программы «Намедни» в мае 2004 года Лобков перестал делать политические сюжеты. Участвовал в разработке научно-познавательного проекта «История открытий», но программа так и не увидела эфира. Впоследствии данная идея нашла отголоски в других неполитических проектах Лобкова.
С августа 2006 года — автор ряда документальных проектов на ТРК «Петербург — Пятый канал», автор и ведущий программы «Прогресс». Также являлся шеф-редактором Дирекции документального вещания «Пятого канала» и руководил информационно-аналитической программой «Неделя в большой стране».
В июле 2008 года вернулся на НТВ. Работал в Дирекции праймового вещания канала над циклом научных детективов («Гены против нас», «Диктатура мозга», «Власть сна»), а также над программами «НТВшники» (последнее появление Лобкова на канале зафиксировано именно там, 26 декабря 2011 года), «Центральное телевидение» и «Профессия — репортёр». 21 октября 2011 года провёл экспериментальное студийное обсуждение под названием «Экстрасенсы против НТВ». Был уволен 16 января 2012 года, до окончания действия контракта.
С февраля 2012 года по 24 сентября 2019 года работал на телеканале «Дождь». В феврале 2013 года записал видеообращение для проекта «Будь сильнее», направленного против гомофобии. Являлся ведущим программ «Кофе-брейк» (2012—2014), «Чай со слоном» (2013), «Лобков» (2013—2015), «Ездим дома» в паре с Сашей Филипенко (2015), «Разумная жизнь» (2015). Был одним из ведущих итоговых новостей, разговорной программы «Hard Day’s Night» и еженедельной программы «Бремя новостей». Последняя передача выходила на канале с 11 октября 2015 года, а после ухода Лобкова была закрыта.
В феврале 2020 года вернулся на «Дождь» после пятимесячного перерыва, связанного с разработкой научно-популярного проекта для телеканала «Пятница!».
25 июня 2020 года Лобков смог проголосовать по поправкам в Конституцию России дважды — на своём участке и дистанционно с помощью электронного голосования.
В июле 2020 года журналист «МБХ медиа» Александр Скрыльников и несколько других мужчин обвинили Лобкова в сексуальных домогательствах. В ответ на это Павел отметил, что не оправдывает себя, а понимает, что «пришла новая этика с её новыми определениями телесных границ и неприкосновенности». Также журналист признал, что, несмотря на это, продолжал обнимать коллег.
В апреле 2021 года Лобков рассказал об отстранениях от эфиров и попытках таким образом выгнать его с телеканала «Дождь», а также заявил, что не намерен переходить на другой телеканал. 29 апреля главный редактор «Дождя» Тихон Дзядко сообщил о решении уволить Лобкова «за неоднократные оскорбления коллег». Последний телеэфир Лобкова на «Дожде» состоялся за 8 дней до этого и был посвящён посланию Владимира Путина Федеральному Собранию.
С июля 2021 года и до некоторого времени сотрудничал с YouTube-каналом «Редакция».
С 16 августа по 6 октября 2021 года занимался развитием собственного YouTube-канала «Моральный камертон». Смысл названия Лобков объяснял следующим образом: «Я хотел бы говорить именно об этом: о том, как мы меняемся, как нами манипулируют, и как мы манипулируем друг другом». В настоящий момент проект закрыт.
С осени 2021 до февраля 2022 года сотрудничал с RTД.

## Личная жизнь
Холост, детей нет.
1 декабря 2015 года в эфире телеканала «Дождь» объявил, что с 2003 года является ВИЧ-положительным. Входит в попечительский совет фонда «СПИД.Центр».
В конце июня 2019 года совершил каминг-аут как гей. Ранее, в 2013 году об этом рассказывал журналист Эльхан Мирзоев в биографических воспоминаниях «Мои останкинские сны и субъективные мысли».
В ночь на 30 декабря 2023 года Лобков был избит во дворе на Патриарших прудах в Москве.

## Фильмография

### Документальное кино
Принимал участие в создании следующих документальных фильмов:
- 1999 — «Мавзолей»[62][63][64]
- 2001 — «СССР: последние дни»
- 2008 — «Тюльпан, роза, орхидея»
- 2009 — «Гены против нас»
- 2009 — «Диктатура мозга»
- 2009 — «Зараза: враг внутри нас»
- 2010 — «Таблетка от старости»
- 2010 — «Формула любви»
- 2010 — «Жизнь за еду»
- 2010 — «Власть сна»
- 2010 — «Жизнь без боли»
- 2011 — «Ген всевластия»
- 2011 — «Странный пол»
- 2011 — «Великий обман зрения»
- 2011 — «Империя чувств»

Также стал единственным журналистом оппозиционных взглядов, принявшем участие в документальном фильме к юбилею телеканала НТВ, — «НТВ 25+».

### Игровое кино
- 2011 — «Амазонки» — ландшафтный дизайнер Павел Альбертович (камео)[67]